# Armate degli Stati Confederati d'America
Le Armate degli Stati Confederati d'America nella Guerra di secessione costituivano il massimo livello ordinativo delle unità di campagna dell'Esercito confederato.
Diversamente dall'Esercito dell'Unione vi erano generali, sia regolari sia dell'Esercito Provvisorio, e tenenti generali, essendo l'intenzione che ogni comandante di armata dovesse avere il grado di generale e ogni comandante di corpo d'armata dovesse avere il grado di tenente generale. Un'eccezione a questa regola fu il generale Samuel Cooper, che prestò servizio a Richmond come aiutante ed ispettore generale.
Furono costituite le armate confederate riportate nell'elenco che segue; si noti che molte armate cambiarono il nome o furono unite ad altre.
- Armata Confederata dello Shenandoah - 1861
- Armata Confederata della Penisola vedi Dipartimento della Penisola - 1861 - 1862
- Armata Confederata del Nordovest - 1861 - 1862
- Armata Confederata del Potomac - 1861 - 1862
- Armata Confederata della Virginia Settentrionale - 1862 - 1865
- Armata Confederata del Kanawha - 1861 - 1862
- Armata Confederata del Kentucky orientale - 1861 - 1862
- Armata Confederata del Nuovo Messico - 1861 - 1862
- Armata Confederata della Louisiana vedi Dipartimento della Louisiana - 1861
- Armata Confederata di Pensacola - 1861 - 1862
- Armata Confederata di Mobile - 1862
- Armata Confederata Centrale del Kentucky - 1861 - 1862
- Armata Confederata del Tennessee Orientale - Armata Confederata del Kentucky - 1862
- Armata Confederata del Mississippi - 1862 - 1864
- Armata Confederata del Tennessee - 1862 - 1865
- Armata Confederata del Medio Tennessee - 1862
- Guardia di Stato del Missouri - 1861 - 1862
- Armata Confederata dell'Ovest - 1862
- Armata Confederata del Tennessee occidentale - Armata Confederata del Mississippi - 1862 - 1863
- Armata Confederata del Sud - Armata Confederata d'Oltre Mississippi - 1863 - 1865
- Armata Confederata del Missouri - 1864